# Bruno Oldani
Bruno Oldani (* 14. März 1936 in Zürich, Schweiz; † 9. Mai 2021 in Oslo) war ein Schweizer Fotograf, Grafik- und Industriedesigner, der seit 1958 in Oslo (Norwegen) lebte und arbeitete.

## Leben und Werk
Bruno Oldani absolvierte eine vierjährige Ausbildung als Grafikdesigner bei der Werbeagentur P.O. Althaus in Zürich und machte 1958 seinen Abschluss an der Kunstgewerbeschule Zürich (heute Zürcher Hochschule der Künste). 1962 studierte er Industriedesign an der Staatlichen Schule für Kunst und Handwerk in Oslo. Als Grafikdesigner und Art Director arbeitete er von 1958 bis 1964 in verschiedenen Agenturen. 1965 gründete er sein eigenes Designstudio mit den Schwerpunkten Industrie- und Grafikdesign sowie Fotografie. Oldani war von 1988 bis 1994 Professor für Grafikdesign und Illustration an der Nationalen Hochschule für Kunst und Design in Oslo. Ab 1976 war Oldani Mitglied in der Alliance Graphique Internationale (AGI).
Für seine Arbeiten erhielt er nationale und internationale Preise und Auszeichnungen u. a. den Classic Award des Norwegian Design Council. 2006 widmete ihm die ddd-Gallery in Osaka (heute kyoto ddd gallery) eine Ausstellung mit 270 Werken aus 40 Jahren.
Rolf Müller schrieb über ihn 1986 in HQ: „1958, mit 22 Jahren, verließ Bruno Oldani wie viele andere auch die Schweiz, um anderswo sich und den anderen zu beweisen, daß diese (schweizerische) Art der Grafik die beste aller möglichen sei. Die anderen gingen nach Paris und Mailand, er ging nach Oslo. Und blieb dort. (…) Die klare Gliederung, die Reduktion auf das Wesentliche bleibt schweizerisch, das Farbklima, die Schriften und die Auswahl der Bildinhalte werden norwegisch. Auf die Frage, ob er mit seiner Farbigkeit auf die Tristesse der norwegischen Nördlichkeit und die Mittsommernacht reagiere, antwortete er sinngemäß: nein. Denn erstens sei Norwegen sehr farbig und zweitens sei er auch Italiener.“

## Veröffentlichungen
- High Quality (HQ) Heft 6/1986, Zeitschrift über das Gestalten, das Drucken und das Gedruckte, Heidelberger Druckmaschinen AG (Hrsg.) ISSN 0177-2945, S. 10–17.